# Nughedu San Nicolò
Nughedu San Nicolò är en ort och kommun i provinsen Sassari i regionen Sardinien i Italien. Kommunen hade 807 invånare (2017).